# 2020年11月臺灣
| << | 2020年11月 （民國109年） | >> |    |    |    |    |
| \| 日 \| 一 \| 二 \| 三 \| 四 \| 五 \| 六 \| \| 1 \| 2 \| 3 \| 4 \| 5 \| 6 \| 7 \| \| 8 \| 9 \| 10 \| 11 \| 12 \| 13 \| 14 \| \| 15 \| 16 \| 17 \| 18 \| 19 \| 20 \| 21 \| \| 22 \| 23 \| 24 \| 25 \| 26 \| 27 \| 28 \| \| 29 \| 30 \| \| \| \| \| \| \| \| \| \| \| \| \| \| |                          |    |    |    |    |    |
| 臺灣新聞動態／維基新聞 |                          |    |    |    |    |    |
| 世界／中国大陆／臺灣 |                          |    |    |    |    |    |
| 日 | 一                       | 二 | 三 | 四 | 五 | 六 |
| 1 | 2                        | 3  | 4  | 5  | 6  | 7  |
| 8 | 9                        | 10 | 11 | 12 | 13 | 14 |
| 15 | 16                       | 17 | 18 | 19 | 20 | 21 |
| 22 | 23                       | 24 | 25 | 26 | 27 | 28 |
| 29 | 30                       |    |    |    |    |    |
| |                          |    |    |    |    |    |

## 11月7日
- 台中市文化局於西屯區夏綠地公園舉辦2020臺中市社區文化季，活動主題為「五顏六色　草地派對」，規劃「五顏六色主題展」、「阿勃勒黃限定展」、「欒樹紅活力舞臺」、「麻芛綠大地學堂」、「木棉橘趣味競賽」、「芒花白草地市集」、「山櫻粉手作體驗」等，並且展示年度社造成果有臺中市社區營造點、區公所、博物館及地方文化館等超過 100 個單位參加。[1][2]

## 11月10日
- 總統蔡英文於「APEC領袖代表發布記者會」宣布台積電創辦人張忠謀出任馬來西亞第28屆APEC「經濟領袖會議」視訊峰會，這是他第四度擔任領袖代表。[3]

## 11月14日
- 駐美國大使蕭美琴代表中華民國政府致電拜登首席外交政策顧問布林肯，恭賀美國總統當選人拜登與副總統當選人賀錦麗，期待臺灣與美國持續深化雙邊的合作關係。[4]

## 11月15日
- 新北捷運淡海輕軌藍海線第一期通車。[5]

## 11月17日
- 亞太15國簽署「區域全面經濟夥伴關係協定」，成員國享有關稅優惠，台灣因一個中國政策未能參與其中。
- 空軍一架F-16A戰機，晚間6時5分從花蓮起飛執行夜航訓練，6時17分光點從雷達消失，失蹤位置在花蓮機場東北面9浬，駕駛員為空軍第26作戰隊隊長，蔣正志上校失蹤。

## 11月18日
- NCC召開換照審查，會中投票結果以7比0全數通過否決了中天新聞台換照，宣布不予換照，其執照在12月11日到期，有線電視（52頻道）已於12月12日零時起停播。[6]

## 11月20日
- 首屆臺美經濟繁榮夥伴對話於華府展開，在美國國務次卿柯拉克與經濟部次長陳正祺見證下，駐美國大使蕭美琴與美國在臺協會執行理事藍鶯簽署合作瞭解備忘錄，確認半導體等領域的戰略合作為雙方優先項目。[7]

## 11月22日
- 去年停辦的「勞工秋鬥大遊行」復辦，有四十多個非政府組織和社運組織上街頭，遊行隊伍分為三大隊聚集在總統府外的凱達格蘭大道和自由廣場，並以「反毒豬、反雙標、反黨國」為訴求。共約3萬多人參與為有史以來人數最多的一次。。[8][9][10]

## 11月24日
- 臺灣國際造船公司舉行海軍潛艦國造原型艦開工典禮，總統蔡英文、國防部長嚴德發、國安會祕書長顧立雄、美國在臺協會（AIT）處長酈英傑等人皆出席儀式。[11]

## 11月26日
- 曝原勞動部勞動基金運用局國內投資組長游迺文、寶佳資產唐楚烈與邱裕元、復華投信邱明強與劉建賢等人聯手炒作興櫃股票特定公司股價，接連遭到北院裁定羈押禁見，統一投信闕志昌、群益投信謝志英等人亦獲交保。[12][13][14][15]

## 11月27日
- 立法院第10屆第2會期第5次會議中中國國民黨團擲豬內臟杯葛行政院長蘇貞昌報告，故被媒體稱為丟內臟大戰。

## 11月30日
- 台灣股市加權指數創下歷史高點：13969.39點。[16]